# 藤原隆家
藤原隆家（979年—1044年2月2日），幼名阿古。父中关白藤原道隆，母高阶贵子。同母兄藤原伊周，同母姐一条天皇皇后藤原定子等。平安时代著名历史事件“长德之变”的中心人物之一，曾率领武士击退外来入侵者（刀伊入寇），颇有武勇。

## 人物生平

### 少年时代
在父亲藤原道隆的诸多子嗣中，以藤原隆家之母高阶贵子所出的三子四女最受疼爱，由是也最为显贵，年纪轻轻即可拜高官，得厚禄。一条天皇登基后，他累进官阶，到正历五年（993年）8月28日叙从三位，其时年仅14岁。长德元年（995年）4月6日，得任权中纳言。4日后的长德元年4月10日，隆家最大的倚靠、父亲藤原道隆薨去。

### 家道中落
翌长德二年（996年）4月24日，隆家因箭射花山法皇事件、私修大元帅法、诅咒皇太后东三条院这三条罪状，与哥哥藤原伊周一起被贬。隆家被贬为出云权守，伊周为大宰权帅，一系列经纬即是后来被称为“长德之变”的事件。隆家在途中生病，一条天皇怜惜，就命隆家在但馬落脚。那时，隆家的母亲高阶贵子病重，他的外祖父高阶成忠以隆家的名义向天皇上书，请求回家侍奉母亲，但未被允许。隆家因此未能为母亲送终。

到了长德三年（997年）4月24日，因替生病的皇太后祈福，天皇大赦天下，隆家终得与伊周一起回京，长德四年（998年）10月23日任兵部卿。

回京后的隆家闭居家中，鲜少出门。时逢权力者、左大臣藤原道长（隆家的叔父，在道隆死后与伊周争权，由皇太后支持其代伊周为关白，致使隆家一家没落）要前往贺茂神社参诣，公卿都要随他一起去，而隆家站在最后面。道长忧虑，怕他心中不平，于是邀请他上自己的车，对隆家发誓道：“别人都说你之前的遭遇（指被贬谪），是我上奏天皇定下来的，想必你也是这样认为吧。但我只是奉旨行事，哪里曾有干预？如果这事是我做的，今天怎么能来此参诣神圣的贺茂神社呢？苍天可鉴，难道可以冤枉好人吗？”

到了長保四年（1002年），隆家终于得恢复权中纳言一职，并晋从二位。宽弘八年（1011）年夏，一条天皇病重，隆家在天皇身边随时候命。其时一条天皇有三子，长子为隆家之姐定子皇后所生的敦康亲王，二幼子为藤原道长之女中宫藤原彰子所生。隆家一直希望外甥敦康亲王能被封为太子，然而当时藤原道长把持朝政，权威日盛，一条天皇虽最爱敦康亲王，却因为害怕道长不肯与敦康亲王合作，而不能册立他。因此隆家回了家，愤怒、叹息，时常闷闷不乐。

### 不媚权势
一条天皇驾崩后，皇位由“老东宫”、一条天皇的堂兄继承，是为三条天皇。这是在二人的外祖父藤原兼家（也就是隆家的祖父）还在世时定下的。而三条天皇则以藤原道长的外孙、中宫彰子所生的敦成亲王为新东宫。

三条天皇继位时已三十几岁，是壮年天皇，与发妻藤原娍子生有四子二女，而藤原道长为保证天皇在他的控制之下，将次女藤原妍子许配给了三条天皇，立为中宫。三条天皇于是提议将发妻封为皇后，道长虽然同意，但是在立后之日，竟无几个臣子前来参加。听说此事的隆家，立即前来参加仪式，并无视道长的权威，担任了新皇后藤原娍子的皇后官署的长官皇后宫大夫。日后，当藤原道长的外孙已继位，三条天皇已驾崩，隆家仍以长女配娍子皇后所生第二皇子敦仪亲王为妃，无惧引起道长的不快。

长和二年（1013年），隆家以治疗眼睛的病痛为理由，向三条天皇上书希望可以前往镇西（即今日本九州地区）。其时三条天皇亦为眼病所困扰，于是任命隆家为大宰权帅，前往镇西寻找治疗之法。赴任之时，三条天皇赐宴于书御座，晋封隆家正二位。。

### 镇西的长官
隆家来到镇西后，治理当地颇有政绩，为当地豪族、武士、民众所拥戴。宽仁三年（1019年）4月，被日本称为“刀伊”的女真海盗3000人左右袭击了高丽，又紧接着进攻日本对马岛、壹岐岛。当地守备薄弱，让女真海盗烧杀俘虏多人，壹岐守藤原理忠亦死于非命。

不久女真海盗进到筑前国的怡土郡，隆家命当郡之人文室忠光等阻止海盗，颇有杀获。接着海盗又转移到珂郡，隆家派遣大宰少监大藏种材、藤原明范等对抗。海盗凭着掩护行船来到，想要烧毁日方的阵地。此时，府兵奋起奋战，令女真海盗多为箭矢所中，退守能古岛。数日后，海盗抵达志摩郡的船越津，隆家立即派遣权检非违使财部弘延将海盗击退。

海盗见形势不妙开始撤退，隆家于是派遣大宰少貳平致行、大宰少监大藏种材等数位将领，发船三十几艘追击。海盗抵达肥前国松浦，前肥前介将海盗赶走了。平致行等将领将船停泊在博多湾，隆家听说将领们有怯意，于是派少貳源道济前去监督。将士们都说：“海盗的船只颇多，请求增加我们的战船，然后一齐攻上去。”只有大藏种材奋勇说道：“如果等待造船才进攻，海盗早已逃走！我忝为功臣之后，虽已年老，不比年轻人，仍愿单身奋战，以身报国！”源道济认为他是个壮士，和他商议后，终于解开船缆追击海盗，而海盗已经逃走了，此事才终于完结。

战后，隆家为诸位将士向天皇请功，朝廷赏种材为壹岐守，而隆家本人则没有得到封赏《大日本史·藤原隆家传》 （页面存档备份，存于）。

### 归京与晚年
成功抵御女真海盗的同年底，隆家大宰权帅一职任期已到，他回到京城。令人遗憾的是，他的外甥敦康亲王在寛仁二年12月17日，年仅19岁便突然死去了，仅留下一女。此时，给予隆家莫大信任的三条天皇也早已驾崩，藤原道长的外孙继位，正是道长势力鼎盛之时。

治安三年（1023）12月15日，隆家将中纳言一职也辭去了，作为补偿，其嫡子藤原经辅得升任右中辨。隆家后来担任大藏卿一职，到了长历二年（1037年）8月9日，隆家再度复任大宰权帅。長久三年（1042年）正月29日，隆家再次辞去大宰权帅一职。两年后的寬德元年（1044年）正月一日，隆家薨，享壽六十六岁。

## 人物小像
- 隆家在面对势力越来越大的政敌藤原道长时，表现得毫不媚权，很有骨气。《大镜》记载了这样一件事：某次，道长与公卿们宴饮，喝醉后说道：“如此酒席，没有隆家就没有一点乐趣！”于是写信请隆家前来。那时，客人们也都喝多了，解开衣服欢呼。待隆家来到，才稍稍收敛些。道长敦促隆家也解开衣服，隆家应允却没有动作。藤原公信想从后面脱下他的衣服，隆家正色道：“我岂是你们这等人能侮辱的！如今竟落魄如此！”道长于是笑道：“我今天只是与大家一起玩玩游戏，你也该一起。”然后道长亲自起身为他解衣，隆家这才脸有悦色[8]。

- 隆家多年于九州任职，颇有政绩。在面对女真海盗时，指挥得当，能让当地豪族、武士听其命令，相当有人望。作为一介文官，自幼养尊处优的公卿之子，隆家在军事上的表现亦算出众。

## 隆家的子孙
由于家道中落，隆家之父藤原道隆的其他后代皆多没落，断绝，只有隆家的子孙一直存续，只是官位不高。在隆家的后代中，较有名的有：
- 藤原殖子，高仓天皇典侍，后鸟羽天皇、后高仓院之母
- 藤原宗子，即池禅尼，平忠盛之妻，平清盛嫡母
- 藤原信赖，“平治之乱”的首谋者
- 一条长成，源义经之母常盘御前的第二任丈夫，义经的继父。

## 脚注
1. 1 2  见《大镜·道隆传》
2. ↑  此文章记载于《本朝文粹》
3. ↑  《大日本史·隆家传》：道長慮其不平，同載而語，且誓曰：“眾謂子前遭譴，我所奏定也。子意亦然。是時奉行詔旨，我豈加一辭？若我專之，今日何得詣此社。天鑒在上，寧可歎罔。”
4. ↑  藤原实资“小右記”長和元年四月27日条
5. ↑   藤原实资《小右記》寛仁四年（1020年）10月23日条与治安元年（1021年）2月1日条，因道长不快，这桩婚事被推迟了第二年才得以成行
6. ↑  藤原道长的日记《御堂关白记》记载隆家的情况为“目突”，可能是为尖锐的外物所伤。
7. ↑  据藤原实资《小右记》记载，隆家此举是因为他的好友、作者藤原实资让他暂时离开京畿以避开道长的重压，而隆家同意了他的提议。见长和二年、三年的相关记载。
8. ↑  道長與廷臣會飲，宴酣曰：「如此之席，無隆家不樂。」乃遣書招之。坐客霑醉，釋衣讙呼。及隆家至，為之歛容。道長促隆家釋衣，隆家諾而未肯。藤原公信自後褫其衣。隆家作色曰：「我素非為卿等所侮弄者。今乃坎壈至此！」眾咸失色。道長笑曰：「我今日聊與諸君遊戲，子亦強為之。」躬起釋其袍。隆家乃悅。